# エリーザベト・ゾフィア・フォン・ザクセン＝アルテンブルク
エリーザベト・ゾフィア・フォン・ザクセン＝アルテンブルク（ドイツ語：Elisabeth Sophia von Sachsen-Altenburg, 1619年10月10日 - 1680年12月20日）は、ザクセン＝ゴータ＝アルテンブルク公エルンスト1世の妃。ザクセン＝アルテンブルク公ヨハン・フィリップとエリーザベト・フォン・ブラウンシュヴァイク＝ヴォルフェンビュッテルの一人娘としてハレで生まれた。

## 生涯
1636年10月24日にアルテンブルクにおいて、エリーザベト・ゾフィアは父の従兄弟にあたるザクセン＝ゴータ公エルンスト1世と結婚した。寡婦財産としてロスラの町から得られる20,000ギルダーを受け取った。また寡婦となった時の居所として、カペレンドルフとベルカの町とともにヴァイマルのいわゆるガルテンハウスを与えられた。
ザクセン＝アルテンブルク家の継承法（女性を相続から除外）に従い、父ヨハン・フィリップが2年後（1639年4月1日）に亡くなった後、父の弟のフリードリヒ・ヴィルヘルム2世が公位を継承した。
エリーザベト・ゾフィアの従兄弟でフリードリヒ・ヴィルヘルム3世が1672年に子供がいないまま亡くなり、エリザベート・ゾフィアは父親の遺言に基づきザクセン＝アルテンブルクの相続人となった（サリカ法は男系子孫が相続人と認める他の男系子孫に自分のすべての所有物を譲ることを認めていた。また、それらの男系子孫が遺言者の義理の息子や女系の孫であった場合も、このことは禁止されていなかった）。
ザクセン＝ゴータ公エルンスト1世は自身が最も近い男性の親戚であり、妻の権利も主張することによりザクセン＝アルテンブルク家の継承権を主張した。しかし、同族のザクセン＝ヴァイマル公らはそれを認めなかったため、継承問題が勃発した。
最終的に、エリーザベト・ゾフィアとエルンスト1世の息子らは、ザクセン＝アルテンブルクの遺産のほとんどを手に入れたが、一部（ザクセン＝アルテンブルク公領の4分の1）はザクセン＝ワイマール家の手に渡った。これによりザクセン＝ゴータ＝アルテンブルク系エルネスティン家が創設され、1825年まで続いた。
1675年にエルンスト1世が亡くなったとき、その息子たちが遺領（エルネスティン家の全領の8分の5）を7つに分割した。それらのうち、コーブルク、レームヒルト、アイゼンベルクは一代で断絶し、残りの4家に分けられた。
残りの4公国のうち、マイニンゲンとザールフェルト（後にザクセン＝コーブルク＝ゴータ公となった）の2つの家系のみが今日まで存続している。ザールフェルト家を通じて、エリーザベト・ゾフィアはイギリス王室の直系の祖先の一人である。
夫の死後、エリーザベト・ゾフィアは結婚の際に寡婦時の居所として与えられた町を、ラインハルツブルンとテンネベルクの町に変更した。エリーザベト・ゾフィアは「高潔の会」（実りを結ぶ会の女性版）の一員であり、「貞淑な人（die Keusche）」という名を用いた。エリーザベト・ゾフィアはゴータにおいて61歳で死去した。

## 子女
エルンスト1世との間に18人の子女が生まれた。
- ヨハン・エルンスト（1638年9月18日 - 11月27日）
- エリーザベト・ドロテア（1640年 - 1709年） - 1666年にヘッセン＝ダルムシュタット方伯ルートヴィヒ6世と結婚
- ヨハン・エルンスト（1641年5月16日 - 1657年12月31日）
- クリスティアン（1642年2月23日）
- ゾフィー（1643年2月21日 - 1657年12月14日）
- ヨハンナ（1645年2月14日 - 1657年12月7日）
- フリードリヒ1世（1646年 - 1691年） - ザクセン＝ゴータ＝アルテンブルク公
- アルブレヒト（1648年 - 1699年） - ザクセン＝コーブルク公
- ベルンハルト1世（1649年 - 1706年） - ザクセン＝マイニンゲン公
- ハインリヒ（1650年 - 1710年） - ザクセン＝レムヒルト公
- クリスティアン（1653年 - 1707年） - ザクセン＝アイゼンベルク公
- ドロテア・マリア（1654年2月12日 - 1682年6月17日）
- エルンスト（1655年 - 1715年） - ザクセン＝ヒルトブルクハウゼン公
- ヨハン・フィリップ（1657年3月1日 - 5月19日）
- ヨハン・エルンスト（1658年 - 1729年） - ザクセン＝コーブルク＝ザールフェルト公
- ヨハンナ・エリーザベト（1660年9月2日 - 12月18日）
- ヨハン・フィリップ（1661年11月16日 - 1662年3月13日）
- ゾフィー・エリーザベト（1663年5月19日 - 5月23日）

成人した最年長の息子フリードリヒ1世は、ザクセン＝ゴータ＝アルテンブルク公位を継承した。フリードリヒ1世の孫娘アンナ・ゾフィーは、イギリス王ジョージ5世とロシア皇帝ニコライ2世の祖先の一人である。また末息子ヨハン・エルンストは、ザクセン＝コーブルク＝ザールフェルト公フランツ・ヨシアスの父である。